# Jorat-Menthue
Jorat-Menthue (toponimo francese) è un comune svizzero di 1 542 abitanti del Canton Vaud, nel distretto del Gros-de-Vaud.

## Origini del nome
Il Jorat è un altopiano densamente boscoso a nord-est di Losanna, tra i monti del Lavaux sul Lago di Ginevra e il massiccio del Giura. Il nome Jorat ha la stessa origine di Giura (Jura): la parola celtica jor significa "foresta" o "terreno boschivo". Il Menthue, o Mentue, è il fiume che lo attraversa.

## Storia
Il comune di Jorat-Menthue è stato istituito nel 2011 con la fusione dei comuni soppressi di Montaubion-Chardonney, Peney-le-Jorat, Sottens, Villars-Mendraz e Villars-Tiercelin; capoluogo comunale è Sottens.

### Simboli
Il nuovo stemma si riferisce alla posizione topografica (fiumi) e all'abbondanza di foreste (abeti). Il motivo del fiume è presente negli stemmi di Sottens, Villars-Mendraz e Villars-Tiercelin, mentre gli abeti compaiono negli stemmi di Peney-le-Jorat e Villars-Mendraz. Inoltre, gli abeti in numero di cinque indicano la fusione di quelli che in precedenza erano cinque comuni autonomi.

## Geografia antropica

### Frazioni
- Montaubion-Chardonney[4]
  - Chardonney
  - Montaubion
- Peney-le-Jorat[5]
- Sottens[6]
- Villars-Mendraz[7]
- Villars-Tiercelin[8]